# مارك ريغان
مارك ريغان (بالإنجليزية: Marc Reagan)‏ هو رائد بحار ‏ أمريكي، ولد في عقد 1960.